# Lawrence P. Casey
Pour les articles homonymes, voir Casey.
Lawrence P. Casey est un acteur américain né le 8 novembre 1940 à New York.

## Filmographie
- 1966 à 1968 : Commando du désert (The Rat Patrol) Caporal Mark Hitchcock
- 1969 : Le Piège à pédales (The Gay Deceivers) : Elliot Crane
- 1970 : Sole Survivor (en) de Paul Stanley (TV) : Gant
- 1970 : The Aquarians (en) (TV) : Bob Exeter
- 1970 : The Student Nurses : Jim Caspar
- 1972 : Return to Peyton Place (série TV) : Rodney Harrington #1 (1972)
- 1973 : Lisa, Bright and Dark (TV)
- 1974 : Rex Harrison Presents Stories of Love (TV)
- 1975 : The Erotic Adventures of Robinson Crusoe : Robinson Crusoe
- 1975 : La Kermesse des aigles (The Great Waldo Pepper) : German Star
- 1976 : The Dark Side of Innocence (TV) : Skip Breton
- 1977 : The Hunted Lady (TV) : Robert Armstrong
- 1978 : La Riposte de l'homme-araignée (Spider-Man Strikes Back) (TV) : Tall Thug
- 1978 : Les Femmes vicieuses : George Anderson / Roger Lang
- 1978 : Acapulco Gold : Gordon
- 1978 : Le Commando des tigres noirs (Good Guys Wear Black) de Ted Post : Mike Potter
- 1980 : Chicanos, chasseur de têtes (Borderline) : Andy Davis
- 1981 : Weekends : Roland
- 1988 : Unholy Matrimony (TV) : Follett
- 1989 : Night Walk (TV) : Timothy Alfieri
- 1992 : L.A. Law (TV) :  Roger Devries